# Telecommunications Policy
Telecommunications Policy is een internationaal, aan collegiale toetsing onderworpen wetenschappelijk tijdschrift op het gebied van de telecommunicatie. De naam wordt in literatuurverwijzingen meestal afgekort tot Telecomm. Pol. Het verschijnt 10 keer per jaar.